# Česká fotbalová liga 2001/2002
Sezóna 2001/02 ČFL byla 9. sezónou v samostatné české fotbalové lize. Vítězství a postup do 2. fotbalové ligy 2002/2003 si zajistil tým AC Sparta Praha „B“. Týmy SK Union Čelákovice, Buldoci Karlovy Vary - Dvory a SK Kladno sestoupily do divize.

## Tabulka
| Poř. | Tým                                | Z  | V  | R  | P  | VG | OG | B  |
| ---- | ---------------------------------- | -- | -- | -- | -- | -- | -- | -- |
| 1.   | AC Sparta Praha „B“                | 34 | 24 | 5  | 5  | 73 | 28 | 77 |
| 2.   | FK Tatran Prachatice               | 34 | 21 | 1  | 12 | 60 | 36 | 64 |
| 3.   | SK Slovan Varnsdorf                | 34 | 18 | 7  | 9  | 64 | 43 | 61 |
| 4.   | SK Slavia Praha „B“                | 34 | 16 | 11 | 7  | 50 | 34 | 59 |
| 5.   | FC Střížkov                        | 34 | 17 | 7  | 10 | 53 | 43 | 58 |
| 6.   | FC Slovan Liberec „B“ (N)          | 34 | 14 | 5  | 15 | 58 | 52 | 47 |
| 7.   | SK Hradec Králové „B“              | 34 | 12 | 8  | 14 | 38 | 41 | 44 |
| 8.   | FK Admira/Slavoj                   | 34 | 12 | 7  | 15 | 51 | 58 | 43 |
| 9.   | SK Semily                          | 34 | 12 | 7  | 15 | 46 | 59 | 43 |
| 10.  | SK Sparta Krč                      | 34 | 12 | 7  | 15 | 40 | 43 | 43 |
| 11.  | FK Teplice „B“                     | 34 | 11 | 8  | 15 | 46 | 51 | 41 |
| 12.  | SK Dynamo České Budějovice „B“ (N) | 34 | 9  | 14 | 11 | 48 | 46 | 41 |
| 13.  | Sokol Ligmet Milín                 | 34 | 8  | 17 | 9  | 41 | 48 | 41 |
| 14.  | AFK Chrudim                        | 34 | 11 | 7  | 16 | 39 | 57 | 40 |
| 15.  | AFK Sokol Semice                   | 34 | 11 | 6  | 17 | 48 | 78 | 39 |
| 16.  | SK Union Čelákovice (N)            | 34 | 9  | 11 | 14 | 47 | 47 | 38 |
| 17.  | Buldoci Karlovy Vary - Dvory       | 34 | 10 | 7  | 17 | 38 | 54 | 37 |
| 18.  | SK Kladno                          | 34 | 7  | 9  | 18 | 36 | 57 | 30 |

Poznámky:
- Zleva doprava: Z = Odehrané zápasy; V = Vítězství; R = Remízy; P = Prohry; VG = Vstřelené góly; OG = Obdržené góly; B = Body;  (S) = Mužstvo sestoupivší z vyšší soutěže;  (N) = Mužstvo postoupivší z nižší soutěže (nováček)

|  | 2. česká fotbalová liga 2002/2003 |
|  | Sestup                            |

## Soupisky mužstev

### AC Sparta Praha „B“
David Bičík (-/0),
Jiří Bobok (-/0),
Václav Marek (-/0),
Michal Špit  (-/0) -
Patrice Abanda (-/2),
Peter Babnič (-/7),
Lubomír Blaha (-/3),
Jiří Dohnal (-/6),
Filip Dort (-/8),
Jan Flachbart (-/0),
Radek Hochmeister (-/3),
Jan Holenda (-/0),
Igor Hrabáč (-/0),
Tomáš Hübschman (-/0),
Tomáš Jun (-/5),
Martin Klein (-/2),
David Kopta (-/0),
Ivica Križanac (-/0),
Pavel Krmaš (-/5),
M. Krulich (-/0),
Roman Lengyel (-/0),
Luboš Loučka (-/4),
Petr Lukáš (-/0),
Aleš Majer (-/0),
Vladimír Malár (-/0),
Radek Mynář (-/2),
D. Müller (-/4),
Petr Papoušek (fotbalista) (-/1),
Vladimír Pokorný (-/10),
Tomáš Rada (-/0),
David Střihavka (-/2),
Vlastimil Svoboda (-/0),
Zdeněk Svoboda (-/3),
Radek Šírl (-/0),
M. Šrámek (-/0),
M. Valášek (-/0),
Pavel Zavadil (-/1),
Lukáš Zelenka (-/0),
Michal Zelenka (-/2),
Michal Žižka  (-/1) -
trenér Václav Kotal

### FK Tatran Prachatice
Jaroslav Karel (-/0),
V. Rangl (-/0),
Pavel Vacek (-/0) -
Pavel Babka (-/0),
P. Bízek (-/1),
J. Bumba (-/3),
D. Dvořák (-/0),
Jakub Frohna (-/0),
Michal Káník (-/2),
T. Kostka (-/4),
L. Kubát (-/0),
David Kubiš (-/2),
K. Levora (-/0),
Václav Mrkvička (-/8),
Jan Pasák (-/0),
Luboš Pecka (-/6),
J. Pešta (-/0),
Antonín Prančl (-/3),
Tomáš Rambous (-/3),
... Rangl (-/0),
Jakub Slunéčko (-/4),
R. Smetka (-/0),
Jan Šimr (-/2),
Vladimír Šimr (-/12),
K. Tobiáš (-/1),
P. Tobiáš (-/2),
J. Vojík (-/1),
Václav Zedník (-/4) -
trenéři Petr Mádl a Miroslav Soukup

### SK Slovan Varnsdorf
Pavel Hradiský (-/0),
R. Novák (-/0),
Martin Vaňák (-/0) -
J. Bílek (-/6),
P. Dičák (-/0),
Peter Dobiáš (-/1),
David Filinger (-/4),
Lukáš Helcelet (-/1),
Josef Hyka (-/0),
V. Jindřich (-/0),
P. Jiroušek (-/0),
Luděk Jón (-/3),
Josef Just (-/1),
Tomáš Knap (-/0),
Z. Kysela (-/0),
Roman Leitner (-/4),
P. Mikušík (-/0),
Michal Obrtlík (-/11),
Peter Piroško  (-/7),
Pavel Runt (-/3),
Richard Sitarčík (-/11),
David Sládeček (-/4), 
K. Šereš (-/0),
Vlastimil Šmalcl (-/5),
Karel Urbánek (-/2) -
trenér Stanislav Procházka

### SK Slavia Praha „B“
Radek Černý (-/0),
Matúš Kozáčik (-/0),
Takaya Nakamura (-/0),
Martin Slavík (-/0),
Michal Václavík (-/0) -
Vladimír Bálek (-/2),
J. Bošanský (-/2),
Tomáš Dixa (-/0),
O. Dubský (-/0),
P. Dvořák (-/3),
Patrik Gedeon (-/0),
Filip Herda (-/3),
Jakub Hottek (-/4),
Tomáš Hrdlička (-/2),
Martin Hyský (-/0),
Marek Isteník (-/2),
Lukáš Jelínek (-/0),
Tomáš Jirásek (-/0),
J. Jungman (-/0),
David Kalivoda (-/2),
Jan Knobloch (-/0),
V. Kotrba (-/0),
Tomáš Kounovský (-/1),
Ján Kozák (-/3),
Karel Kratochvíl (-/0),
L. Kreuz (-/5),
Tomáš Kuchař (-/1),
Pavel Kuka (-/0),
M. Lexa (-/2),
Marcel Lička (-/2),
J. Mejzlík (-/0),
Tomáš Michal (-/1),
Petr Musil (-/1),
Martin Müller (-/0),
Pavel Novotný (-/0),
J. Penc (-/1),
J. Pfleger (-/0),
J. Plašil (-/0),
Goran Sankovič (-/0),
Jiří Skála (-/0),
Jindřich Stejskal (-/0),
Filip Stibůrek (-/5),
Jan Suchopárek (-/4),
Ivo Svoboda (-/0),
... Šilhan (-/0),
M. Šilhavý (-/0),
Tomáš Šilhavý (-/0),
Darko Šuškavčević (-/1),
Petr Švancara (-/1),
Ivo Táborský (-/0),
Daniel Tchuř (-/1),
Z. Ulrich (-/0),
J. Válek (-/0),
J. Vaněk (-/1),
Pavel Volšík (-/0),
M. Zachariáš (-/0) - trenéři Pavel Trávník a Luděk Klusáček

### FC Střížkov
P. Beke (-/0),
L. Michalík (-/0),
Roman Pavlík (-/0)  -
J. Bartolšic (-/9),
J. Baštař (-/0),
J. Burda (-/1),
Aleš Deré (-/1),
R. Duda (-/15),
M. Fryš (-/0),
Aleš Hynek (-/0),
Michal Chlebek (-/2),
... Kopecký (-/1),
... Kurucz (-/0),
Pavel Macháček (-/63),
R. Macháček (-/1),
P. Málek (-/0),
Jaroslav Mašek (-/7),
Pavel Mejdr (-/2),
J. Novotný (-/0),
... Oborný (-/0),
Viktor Pařízek (-/3),
Vlastimil Ryšavý (-/0),
... Řezník (-/0),
Pavel Saidl (-/1),
Karel Sechovec (-/1),
Václav Socher (-/0),
Pavel Stejskal (-/3),
J. Štefeček (-/0),
O. Štefeček (-/0) -
trenéři Michal Zach a Zdeněk Smištík

### FC Slovan Liberec „B“
Zbyněk Hauzr (-/0),
L. Holina (-/0),
Libor Macháček (-/0),
Michal Šilhavý (-/0) -
Baffour Gyan (-/1),
Jan Broschinský (-/0), 
Pavel Čapek (-/0),
Petr Dvořák (-/2),
Pavel Eismann (-/2),
David Hlava (-/0),
Ivan Hodúr (-/0),
Ondřej Holeček (-/3),
Filip Hološko (-/1),
Miroslav Hubený (-/0),
Tomáš Hudec (-/0),
Tomáš Jakus (-/2),
Tomáš Janů (-/0),
L. Jedlička (-/0),
M. Jíra (-/0),
Roman Jůn (-/4),
Lukáš Killar (-/3),
Václav Koloušek (-/2),
Vladimír Kožuch (-/4),
Tomáš Kučera (-/8),
J. Kukla (-/2),
Josef Lexa (-/4),
Petr Lukáš (-/0),
Martin Morávek (-/5),
Robert Neumann (-/0),
Jan Nezmar (-/0),
Jiří Novák (-/0),
Lukáš Novotný (-/0),
Tomáš Pilař (-/4),
K. Podolský (-/0),
P. Průšek (-/0),
O. Rašín (-/0),
M. Resl (-/0),
Petr Silný (-/1),
Miroslav Slepička (-/1),
D. Smola (-/1),
P. Šafář (-/1),
Pavel Šíranec (-/0),
Josef Štálík (-/0),
P. Topinka (-/0),
Jozef Valachovič (-/0),
Vlastimil Vidlička (-/0) -
trenéři Martin Hřídel a Petr Myslivec

### SK Hradec Králové „B“
Václav Cejnar (-/0),
Lukáš Čížek (-/0),
Karel Novotný (-/0),
Radim Ottmar (-/0),
Karel Podhajský (-/0),
Martin Svoboda (-/0),
V. Vaněk (-/0),
J. Vrabec (-/0) -
Martin Barbarič (-/2),
Michal Blažej (-/1),
Vladimír Blüml (-/1), 
Tomáš Bouška (-/3),
Jan Brendl (-/7),
Z. Cach (-/0),
L. Čížek (-/0),
Pavel Dapecí (-/0),
Zdeněk Eis (-/2),
Radek Gorol (-/0),
David Homoláč (-/1),
Jaroslav Chaloupka (-/0),
Josef Chaloupka (-/0),
J. Chválek (-/0),
... Jandera (-/0),
Radek Jankaj (-/0)
Roman Juračka (-/0),
Daniel Kaplan (-/0),
Vlastimil Karal (-/1),
Filip Klapka (-/0),
Miloslav Kordule (-/0),
Pavel Košťál (-/2),
Jan Kraus (-/1),
David Kříž (-/0)
Pavel Kubeš (-/0),
Michal Lesák (-/1),
Martin Merganc (-/7),
Vítězslav Mooc (-/0),
Jaroslav Moník (-/2),
... Moravec (-/0),
Pavel Obermajer (-/1),
Martin Olšák (-/0),
Jan Pejchal (-/0),
David Placák (-/0),
J. Pracný (-/0),
Tomáš Rejnyš (-/2),
Adrian Rolko (-/1),
... Ryba (-/0),
P.. Sirůček (-/0),
David Stejskal (-/0),
Petr Syrovátka (-/0),
F. Syrůček (-/0),
Ondřej Szabo (-/0),
Zdeněk Ševčík (-/2),
Jan Štoček (-/0),
J. Tesař (-/0),
... Vaško (-/0),
Ondřej Vicany (-/0)
Martin Vozábal (-/1),
V. Voženílek (-/0),
Petr Vrána (-/0),
Petr Zahálka (-/0),
Miroslav Zemánek (-/0),
David Zoubek (-/0) -
trenér Miloš Mejtský

### FK Admira/Slavoj
M. Beznoska (-/0),
L. Fišer (-/0) –
Jan Barnat (-/0),
Pavel Bartoš (-/4),
Milan Bouda (-/0),
Tomáš Buldra (-/0),
František Douděra (-/0),
Jan Fíček (-/12),
P. Hašek (-/0),
L. Houzar (-/1),
J. Charvát (-/0),
Aleš Kejmar (-/0),
Milan Kleprlík (-/0),
... Kocourek (-/2),
T. Korbel (-/2),
Pavel Krmaš (-/2),
T. Kubr (-/0),
Martin Kučera (-/0),
Pavel Kýček (-/0),
Aleš Majer (-/0),
Jiří Mamurov (-/1),
Tomáš Marek (-/1),
Jan Martinic (-/0),
Jiří Müller (-/1),
V. Paleček (-/0),
Tomáš Procházka (-/2),
Ladislav Prošek (-/1),
Petr Růžička (-/2),
Dan Smejkal (-/11),
Karel Socha (-/2),
P. Stránský (-/0),
J. Šimek (-/2),
... Šmejkal (-/0),
...Vdovjak (-/2),
R. Vrážel (-/3) –
trenér Miloš Beznoska

### SK Semily
S. Balatka (-/0),
P. Koubus (-/0),
D. Václavík (-/0) -
Stanislav Bejda (-/4),
Bohuslav Dvořák (-/0),
D. Grebeníček (-/0),
M. Halama (-/4),
J. Hanza (-/0),
Martin Havel (-/5),
J. Hendrych (-/0),
Radovan Hromádko (-/0),
M. Jeník (-/0),
Pavel Kandráč (-/6),
Marcel Kovář (-/2),
T. Linek (-/0),
Z. Mareš (-/1),
Jaroslav Mencl (-/3),
J. Petřík (-/5),
M. Poledník (-/3),
F. Preissler (-/0),
Roman Skuhravý (-/0),
David Sládeček (-/4),
O. Staněk (-/3),
... Šádek (-/0),
Pavel Šafář (-/0),
Petr Šafář (-/0),
J. Škréta (-/0),
O. Štěpánek (-/0),
A. Švarc (-/0),
... Vindiš (-/0),
J. Vladyka (-/2),
Š. Zonyga (-/0) -
trenér Petr Bajer

### SK Sparta Krč
Vít Caudr (-/0),
M. Mojžíš (-/0),
M. Nigoš (-/0),
Michal Vorel  (-/0) -
M. Balík (-/0),
P. Bartejs (-/1),
Matěj Brabec (-/4),
D. Brožík (-/1),
D. Čáslava (-/0),
Hanáček (-/0),
Havelka (-/0),
Tomáš Havlíček (-/1),
Ondřej Hnát (-/2),
K. Hrubý (-/1),
Zdeněk Hruška (-/3),
B. Hucek (-/2), 
T. Hvolka (-/3),
Tomáš Kounovský (-/1),
Lepeška (-/0),
Aleš Majer (-/3),
R. Neužil (-/0),
M. Oborný (-/0),
Oliva (-/0),
L. Olmr (-/0),
Antonín Plachý (-/0),
Alexandr Samuel (-/10),
P. Smolař (-/0),
A. Štach (-/1),
D. Vaněk (-/2),
Marian Viskup (-/3),
H. Vrbka (-/0),
Michal Záhorec (-/2),
Lukáš Zvonič (-/0) -
trenér Jiří Hamřík

### FK Teplice „B“
R. Havel (-/0),
F. Kolář (-/0),
M. Valenta (-/0)  –
J. Barát (-/5),
Petr Benát (-/1),
V. Brožík (-/0),
S. Černý (-/0),
Radek Divecký (-/1),
Karel Doležal (-/0),
Michal Doležal (-/0),
Petr Dragoun (-/2),
Zdenko Frťala (-/0),
M. Gerboc (-/0),
Damir Grlić (-/0),
Svatopluk Habanec (-/1),
Roman Harvatovič (-/0),
Miroslav Jirka (-/1),
Pavel Karlík (-/0),
Michal Kolomazník (-/0),
J. Kosejk (-/1),
Lukáš Kozubík (-/1),
Tomáš Kukol (-/0),
Miroslav Kuričaj (-/4),
... Ledvinka (-/0),
Michal Obrtlík (-/5),
Lukáš Ohněník (-/2),
M. Paroulek (-/0),
Pavol Piatka (-/2),
Petr Pokorný (-/0),
Zbyněk Rampáček (-/0),
Jan Rezek (-/7),
Zdeněk Rollinger (-/0),
J. Ruszo (-/0),
Vlastimil Ryška (-/0),
R. Salák (-/0),
Róbert Semeník (-/2),
Martin Sigmund (-/5),
Marek Smola (-/0),
Vlastimil Stožícký (-/0),
Petr Strouhal (-/2),
Dušan Tesařík (-/0),
P. Valenta (-/0),
Pavel Verbíř (-/0),
T. Vlasák (-/1),
Z. Vosátka (-/0) –
trenéři František Cerman a Marián Řízek

### SK České Budějovice „B“
Patrik Kolář (-/0),
Zdeněk Křížek (-/0),
Karel Neuman (-/0) - 
L. Beer (-/0),
Petr Bouchal (-/5),
P. Čančura (-/0),
David Horejš (-/0),
Tomáš Janda (-/0),
M. Kadlec (-/6),
Michal Káník (-/2),
Miroslav Koblenc (-/0),
Petr Kopp (-/0),
E. Koršala (-/1),
Tomáš Krejča (-/4),
... Krulich (-/0),
Tomáš Kupka (-/0),
David Lafata (-/5),
Martin Latka (-/1),
Martin Leština (-/0),
Jaroslav Ludačka (-/5),
... Malý (-/0),
Stanislav Marek (-/1),
Tomáš Maruška (-/1),
M. Mašát (-/0),
Aleš Matoušek (-/5),
I. Nitrianský (-/0),
Zdeněk Opravil (-/2),
Marián Palát (-/0),
Luboš Pecka (-/1),
Miloslav Penner (-/0),
T. Pintér (-/0),
Roman Pivoňka (-/0),
Vít Poláček (-/1),
Jiří Pospíšil (-/1),
Radim Pouzar (-/1),
Stanislav Rožboud (-/1),
Z. Rys (-/2),
Tomáš Řehoř (-/2),
Martin Silmbrod (-/1),
... Šafránek (-/0),
Michal Šimeček (-/0),
Martin Vozábal (-/0),
Martin Vyskoč (-/0),
Radim Wozniak (-/0),
Václav Zedník (-/1) –
trenér Karel Musil

### Sokol Ligmet Milín
Štěpán Kolář (-/0),
M. Mojžíš (-/0) -
Jiří Birhanzl (-/2),
... Djuričič (-/0),
S. Gabriel (-/3),
D. Havrlík (-/0),
Daniel Hevessy (-/0),
P. Janota (-/5),
J. Klička (-/1),
J. Kohout (-/0),
Václav Koudela (-/0),
Stanislav Krejčík (-/5),
M. Kučera (-/3),
Š. Kuchař (-/1),
Jan Kyklhorn (-/3),
J. Lantora (-/0),
Marcel Pacovský (-/4),
Jan Pastyrik (-/0),
Michal Polodna (-/3),
Oldřich Rek (-/8),
T. Sleza (-/0),
O. Sváda (-/0),
... Škvára (-/0),
Michal Štefančík (-/0),
Pavel Švec (-/2) -
trenér František Barát

### AFK Chrudim
... Melka (-/0),
Tomáš Meller (-/0),
M. Vlček (-/0) -
Jiří Adámek (-/2),
Dušan Dvořák (-/5),
P. Formánek (-/0),
... Franěk (-/0),
M. Holub (-/3),
A. Hronek (-/0),
D. Hudec (-/0),
Roman Hudec (-/2),
M. Chocholouš (-/0),
P. Linek (-/0),
Tomáš Linhart (-/0),
S. Mach (-/3),
R. Malý (-/0),
J. Müller (-/0),
Libor Púčala (-/7),
T. Růžička (-/0),
P. Řezníček (-/4),
V. Svoboda (-/0),
M. Šebek (-/0),
J. Škvrňák (-/0),
O. Šmejda (-/2),
D. Terer (-/0),
M. Tománek (-/0),
T. Večerník (-/1),
Aleš Vencl (-/8),
M. Veverka (-/0),
R. Zelenka (-/1) -
trenér Jan Škrha

### AFK Sokol Semice
I. Doležal (-/0),
Jiří Kobr (-/0),
P. Vojtíšek (-/0) -
V. Bašus (-/0),
Milan Bouda (-/0),
T. Bubeník (-/0),
Martin Daňhel (-/3),
Michal Hájek (-/6),
V. Houška (-/3),
M. Janáček (-/1),
Lukáš Jelínek (-/6),
M. Kuštíř (-/0),
M. Manhart (-/2),
Aleš Maršner (-/2),
J. Martin (-/2),
J. Mlčkovský (-/2),
M. Novák (-/0),
P. Obermajer (-/0),
J. Pavliš (-/7),
J. Pospíšil (-/4),
Petr Prokop (-/3),
Jaroslav Semecký (-/1),
Tomáš Semecký (-/3),
D. Šefrna (-/0),
L. Tuma (-/0),
M. Vičík (-/0),
L. Vorlíček (-/0) -
trenéři Jiří Dozorec st. a Pavel Jareš

### SK Union Čelákovice
M. Hikl (-/0),
Štěpán Kolář (-/0),
V. Rathouský (-/0) –
P. Bartejs (-/3),
... Boguský (-/0),
Tomáš Buldra (-/1), 
František Douděra (-/2),
P. Flekač (-/0),
P. Homola (-/2),
Radovan Hromádko (-/4),
Jaromír Jindráček (-/3),
Zoran Jovanoski (-/1),
Mário Kaišev (-/1),
Jan Kalenda (-/0),
V. Kargl (-/2),
Martin Koleník (-/0),
Libor Koller (-/0),
A. Lopatář (-/0),
Jiří Maruška (-/7),
P. Matějka (-/1),
T. Matějka (-/0),
P. Moško (-/0),
D. Pašek (-/0),
Antonín Plachý (-/0),
P. Podlešák (-/2),
T. Průcha (-/0),
Oldřich Rek (-/5),
I. Sekerka (-/0),
Radek Skuhravý (-/7),
Roman Skuhravý (-/0),
Jakub Slunéčko (-/1),
Milan Šedivý (-/0),
R. Šenkýř (-/0),
T. Zikmund (-/0) –
trenéři Josef Jarolím, Jiří Dozorec a Milan Šikl

### Buldoci Karlovy Vary - Dvory
K. Lutzbauer (-/0),
T. Moudrý (-/0),
A. Sedlák (-/0) –
J. Bellák (-/0),
František Dřížďal (-/4),
M. Faktor (-/1),
J. Hejkal (-/0),
M. Hejkal (-/1),
L. Hejný (-/1),
P. Hladík (-/0),
L. Hořt (-/0),
M. Kabele (-/1),
Tomáš Kalán (-/2),
K. Kalina (-/1),
M. Kočí (-/0),
... Kothera (-/0),
P. Knaf (-/1),
Radim Laibl (-/0),
... Marek (-/0),
J. Najmon (-/5),
Tomáš Randa (-/1),
Jaroslav Slabý (-/1),
Miloš Slabý (-/6),
Jaroslav Sláma (-/0),
A. Sochor (-/0),
J. Stýblo (-/0),
... Šoltész (-/0),
T. Šťastný (-/4),
Václav Ušák (-/7),
Pavel Veleman (-/2),
M. Žigar (-/0) –
trenéři Jiří Novák, Přemysl Bičovský a Jaroslav Slabý

### SK Kladno
Z. Kieryk (-/0), 
P. Kut (-/0),
L. Plotěný (-/0) -
Petr Brabec (-/3),
P. Dubravský (-/0),
... Frič (-/0),
Josef Galbavý (-/3),
Stanislav Hejkal (-/4),
Marek Isteník (-/0),
... Janda (-/0),
M. Jícha (-/0),
Jaroslav Jordák (-/0),
Václav Kalina (-/3),
J. Kosora (-/1),
Vlastimil Kožíšek (-/0),
... Krob (-/0),
Marek Liška (-/5),
R. Nedvěd (-/2),
... Pluháček (-/0),
T. Rada (-/1),
B. Strnadel (-/6),
Jaromír Šilhan (-/0),
T. Tichý (-/0),
J. Tyburec (-/2),
J. Vaidiš (-/0),
J. Veselý (-/1),
T. Vlasatý (-/0),
M. Záleský (-/1),
Tomáš Zelenka (-/0) –
trenéři Karel Ledvinka a Jiří Nos